# Kuiper Airborne Observatory
El Kuiper Airborne Observatory (KAO), en español Observatorio Aerotransportado Kuiper, fue una instalación dirigida por la NASA para realizar investigaciones en astronomía en la franja del infrarrojo. La plataforma para las observaciones era un avión de transporte C-141 muy modificado, con una autonomía de unos 10 000 km y que alcanzaba una altitud de vuelo para las investigaciones de hasta 45 000 pies (14 km). Se le dio el nombre en honor al astrónomo Gerard Kuiper.

## Características
El telescopio montado en el KAO era un reflector Cassegrain con una apertura de 36 pulgadas (91.5 cm), diseñado principalmente para las observaciones de entre 1 y 500 μm del espectro. Su capacidad de vuelo le permitía elevarse por encima del vapor del agua de la atmósfera terrestre, permitiendo así las observaciones de la radiación infrarroja, que es absorbida por el señalado vapor antes de llegar a las instalaciones situadas en la superficie de la Tierra. Además al estar montado sobre un avión se podían realizar observaciones en prácticamente cualquier punto del mundo.
El KAO realizó bastante descubrimientos importantes, como la primera observación de los anillos planetarios de Urano en 1977 y la identificación definitiva de la atmósfera de Plutón en 1988. Fue usado también para estudiar el origen y distribución del agua y moléculas orgánicas en regiones de formación estelar y en las regiones interestelares. Los astrónomos del Kuiper Airbone Observatory también investigaron los discos que rodean algunas estrellas probablemente asociados a la formación de planetas alrededor de las mismas.
Se hicieron observaciones más lejanas en el espacio, como las potentes emisiones del infrarrojo lejano procedentes de centro de nuestra galaxia y de otras galaxias. También se rastreó la formación de elementos pesados como hierro, níquel y cobalto por la fusión masiva de la explosión de la supernova 1987A.
El KAO tenía su base en el Ames Research Center en Moffett Field, California (cerca de San José). Comenzó a funcionar en 1974 y fue retirado en 1995. En febrero de 2006, el avión permanecía almacenado en el Hangar 211 en Moffett Field; no está operativo y posiblemente sea donado a un museo en el futuro. Fue sustituido por el observatorio SOFIA.